# Osage
|  | Per a altres significats, vegeu «Osage (desambiguació)». |

L'osage és una llengua siouan parlada per la Nació Osage d'Oklahoma. El darrer parlant nadiu, Lucille Roubedeaux, va morir el 2005.
L'osage té un inventari de sons molt similars a la del dakota, més longitud vocàlica, obstruents preaspirades, i una fricativa interdental (com "th" anglesa). En contrast amb el dakota, els fonemes obstruents aspirats apareixen fonèticament com a africades, i la vocal alta posterior *u ha estat enfrontat a [y].
Recentment s'ha promulgat un alfabet distintiu pels osages.

## Revitalització lingüística
Pel 2006 uns 15-20 ancians parlaven l'osage com a segona llengua. El Programa de Llengua Osage, creat en 2003, proporciona materials d'ensenyament d'àudio i vídeo al seu web. La II Trobada Anyal Dhegiha de 2012 va portar parlants de kansa, quapaw, osage, ponca i omaha junts per compartir les millors pràctiques en la revitalització de la llengua. Nogensmenys, el cens dels Estats Units de 2010 donava una xifra de 212 parlants d'osage.

## Fonologia
La fonologia és força similar a la del kansa. Tanmateix conserva moltes alteracions històriques que s'han perdut en el kansa; per exemple, el kansa *u es transforma en *i, i es considera que és molt diferent en osage.
Les tables montren la fonologia de l'osage, les vocals i les consonants.

### Vocals
|         | Anterior    | Central | Posterior |
| ------- | ----------- | ------- | --------- |
| Tancda  | i i į ĩ u y |         |           |
| Mitjana | e e         |         | o o ǫ õ   |
| Oberta  |             | a a ą ã |           |

### Consonants
|            |              | Bilabial | Dental  | Lateral | Palatal | Velar | Glotal |
| ---------- | ------------ | -------- | ------- | ------- | ------- | ----- | ------ |
| Oclusives  | Sordes       | p p      | t t     |         |         | k k   | ʔ ʔ    |
| Oclusives  | Sonores      | b b      |         |         |         |       |        |
| Oclusives  | Preaspirades | hp ʰp    | ht ʰt   |         |         | hk ʰk |        |
| Oclusives  | Aspirades    | ph pʰ    | th tʰ   |         |         | kh kʰ |        |
| Oclusives  | Ejectives    | pʼ pʼ    | tʼ tʼ   |         |         | kʼ kʼ |        |
| Fricatives | Sordes       |          | s s     |         | š ʃ     | x x   | h h    |
| Fricatives | Sonores      |          | z z ð ð |         | ž ʒ     | ɣ ɣ   |        |
| Africades  | Sordes       |          | c t͡s    |         | č t͡ʃ    |       |        |
| Africades  | Preaspirades |          | hc ʰt͡s  |         | hč ʰt͡ʃ  |       |        |
| Africades  | Aspirades    |          | ch t͡sʰ  |         |         |       |        |
| Africades  | Ejectives    |          | c’ t͡sʼ  |         |         |       |        |
| Nasals     | Nasals       | m m      | n n     |         |         |       |        |
| Líquides   | Líquides     |          | r r     | l l     |         |       |        |
| Semivocals | Semivocals   | w w      |         |         |         |       |        |